# 復旦大学
復旦大学（ふくたんだいがく、复旦大学、復旦大學、拼音: Fùdàn Dàxué、英語: Fudan University）は、上海市楊浦区に所在する中華人民共和国の国立大学である。1905年に上海で創設された総合研究型大学である。校名は『尚書大伝』の「日月光華、旦復旦兮」に由来し、尽きることのない自主独立と勤勉の精神を表すとともに、もとの「震旦」を忘れず中華の復興を目指す意義が込められている。1917年に大学部を設置し、1952年の大学再編では江蘇・浙江・安徽・上海などから人文科学・自然科学分野の多数の専門家が移籍し、中国を代表する人文社会科学と自然科学の拠点となった。2000年には上海医科大学と統合し、新たな復旦大学が発足した。
復旦大学は中華人民共和国を代表する文理総合大学の一つであり、現在「QS世界大学ランキングトップ100」「タイムズ・ハイヤー・エデュケーション世界大学ランキングトップ100」「USニューズ&ワールド・レポート世界大学ランキングトップ100」「軟科世界大学学術ランキングトップ100」に選ばれている。「双一流」Aクラス指定校であり、元「985工程」・「211工程」重点建設大学でもある。邯鄲・楓林・張江・江湾の4大キャンパスを有し、中山病院・華山病院など18の付属病院、復旦大学附属中学をはじめとする複数の付属学校および基礎教育グループを運営している。

## 概要
復旦大学は1905年に創立され、当初は「復旦公学」と称し、1917年に「復旦大学」と改称された。中国人が自主的に設立した最初の高等教育機関である。上海医科大学の前身は1927年に設立された国立第四中山大学医学院である。2000年、復旦大学と上海医科大学が合併した。現在、学校は哲学、経済学、法学、教育学、文学、歴史学、理学、工学、医学、管理学、芸術学、学際など12の学科分野を有している。2021年には、学校の20の学科が第二ラウンドの「双一流」建設学科に選ばれ、第一ラウンドより3学科増えた。
現在、復旦大学には直属の学部が35あり、附属病院が18施設（うち2施設は準備中）ある。在校生は学部生が15303人、大学院生が36690人、留学生が2535人である。在校の教育研究スタッフは3621人で、中国科学院、中国工程院の院士（兼任を含む）が59人、文科傑出教授が1人、文科資深教授が15人、各種国家級人材計画の獲得者が767人で、教員全体の約21%を占めている。

## 沿革
復旦大学は近代中国の著名な教育家・馬相伯によって1905年私立の復旦公学として創立された。校名は『尚書』虞夏伝の「日月光華、旦復旦兮」の名句に由来する。
1917年私立復旦大学と改称し、1937年に日中戦争が勃発すると重慶に移転し、1941年国立大学となった。戦後、1946年に上海に復帰した。
1950年と1952年に大規模な再編が実施され、1954年には、復旦大学は二流の大学から全国最先端の国家重点大学となり、2000年には上海医科大学と合併して医学部も有するようになった。

## 組織
17学院（日本の学部に相当する）、69の系、73の専攻科がある

### 学院（学部）
- 人文学院
- 外文学院
- 新聞学院
- 法学院
- 経済学院
- 管理学院
- 技術科学と工程学院
- 生命科学学院
- 上海医学院
- 公共衛生学院
- 薬学院
- 看護学院
- 情報科学と工程学院
- 国際関係と公共行政学院
- 社会発展と公共政策学院
- 数学科学学院
- コンピュータサイエンス学院

### 国家重点学科
40学科（全73専攻学科のうち）
- マルクス主義哲学
- 外国哲学
- 政治経済学
- 世界経済
- 金融学
- 産業経済学
- 政治学理論
- 国際関係
- 中国古代文学
- 漢語言文字学

- メディア学
- 歴史地理学
- 基礎数学
- 応用数学
- プランニング学とコントロール論
- 理論物理
- 凝集態物理
- 光学
- 物理化学
- 高分子化学と物理

- 生態学
- 神経生物学
- 遺伝学
- 生理学
- 電気回路と系统
- 微電子学と固体電子学
- 人体解剖と組織培養学
- 病原生物学
- 病理学と病理生理学
- 内科学（心血管病、腎臓病、伝染病）

- 小児科学、神経病学
- 影像医学と核医学
- 外科学（普通外科、骨外科、泌尿外科、神経外科）
- 眼科学
- 耳鼻咽喉科学
- 腫瘍学
- 中西医結合基礎科学
- 中西医結合臨床学
- 社会医学
- 衛生行政管理学

### 研究所
総計77の研究機構を有する。
主要な研究所：
- 中国語言文学研究所
- 中国社会主義市場経済研究センター
- アメリカ問題研究センター
- 日本研究センター
- 歴史地理研究所
- 人口研究所
- 世界経済研究所
- 金融研究院
- 数学研究所
- 現代物理研究所
- 遺伝学研究所
- 上海市心臓血管病研究所
- 上海市放射医学研究所
- 肝臓ガン研究所

## 学長
1. 1905-1906 馬相伯
2. 1906-1907年 厳復
3. 1907-1909年 夏敬観
4. 1909-1910年 高鳳謙
5. 1910-1912年 馬相伯
6. 1913-1936年 李登輝（中国語版）
7. 1918年 唐路園
8. 1924-1925年 郭任遠
9. 1936-1940年 銭新之
10. 1940-1943年 呉南軒
11. 1943-1949年 章益
12. 1949-1977年 陳望道
13. 1977-1983年 蘇歩青
14. 1983-1988年 謝希徳
15. 1988-1993年 華中一
16. 1993-1999年 楊福家
17. 1999-2009年 王生洪
18. 2009-2014年 楊玉良
19. 2014-2021年 許寧生（中国語版）
20. 2021- 金力

## 日本における協定校
- 北海道大学
- 大阪大学
- 東北大学
- 東京大学
- 関西大学 - 日本研究センター内に「関西大学上海事務所」を設置。
- 関西学院大学
- 京都大学
- 九州大学
- 名古屋大学
- 慶応義塾大学
- 上智大学
- 同志社大学
- 一橋大学
- 早稲田大学
- 神戸市外国語大学
- 國學院大學
- 成城大学
- 長野大学
- 松山大学
- 長崎大学